# Grimone di Rouen
Grimone di Rouen, in francese: Grimo o Grimoald (... – 775), è stato un arcivescovo e abate francese, primo arcivescovo di Rouen dal 744 al 748 circa.

## Biografia
Abate di Corbie, Grimone succedette a Sébastien, per volere del maggiordomo di palazzo di Neustria, Ragenfrido: dopo la vittoria di Carlo Martello a Vincy nel 717, Sébastien fu esiliato in Austrasia.
Abate laico, nominato da Pipino di Herstal, fu incaricato, insieme a Sigoberto, di riferire a papa Gregorio III i soprusi che essi subirono dai Longobardi.
Grazie all'intercessione di Bonifacio di Magonza presso papa Zaccaria, Grimone ottenne il pallio e fu consacrato arcivescovo di Rouen, ruolo che ricoprì dal 744 al 748.